# Ioan Manu
Pour les articles homonymes, voir Manu.
Ioan M. Manu ou Iancu Manu (Bucarest 24 juin 1803 - Bucarest 29 novembre 1874), est un homme politique roumain. Il fut membre du second căimăcămiei de trei (Caimacamiei de Trois) de Valachie d'octobre 1858 au 24 janvier 1859.

## Origine
Ioan M. Manu est le fils de Mihail G. Manu, issu d'une famille italo-levantine d'origine vénitienne qui avait quitté Constantinople pour s'implanter en Valachie au milieu du XVIIIe siècle où elle s'était intégrée parmi les Phanariotes.
Ioan Manu commence ses études chez lui avec un précepteur puis dans les écoles roumaines avec Ion Heliade Rădulescu.

## Activité politique
Pendant l'occupation russe et le gouvernement du général Paul Kisseleff il est préfet de Galați puis de Cirgiu et en 1833 il est nommé dans la capitale à Bucarest où il occupe successivement de nombreuses fonctions. Au cours de sa carrière politique, Manu accédera à tous les rangs de la hiérarchie nobiliaire de simple boyard jusqu'à celui de « Grand Vornic ».
Il devient « Vornic » pendant le règne du prince prince Alexandre II Ghica, secrétaire de l'Assemblée Nationale et « Mare Aga » de Bucarest (i.e. Préfet de police) en 1846, sous le prince Georges III  Bibesco. C'est à cette époque qu'il organise le premier corps de Sapeurs Pompiers de Valachie. En remerciement de son action pendant le grand incendie de 1847, Ioan M. Manu reçoit une épée d'honneur de la ville de Bucarest.
Pendant le révolution roumaine de 1848 il se retire à la campagne et à son retour il demeure un temps à l'écart de la vie politique puis il devient « Postelnic » (i.e. Ministre des Affaires Étrangères) sous le règne du prince Barbu Știrbei.
En 1858, après la Guerre de Crimée et la fin de l'influence russe sur le pays il est avec Emanoil Băleanu et Ioan Al. Filipescu, un des trois Caïmacans chargés d'administrer la Valachie dans l'attente de la désignation d'un nouveau prince par un Divan « ad hoc ».
À cette occasion il est un partisan du retour de l'ancien prince Georges III  Bibesco contre Alexandre Jean Cuza et après l'élection et le règne de ce dernier il se retire de la vie publique.
Manu n'accepte de revenir aux affaires que lorsque Carol Ier remplace Alexandre Jean Cuza en 1866 et qu'il est élu membre du parlement roumain dans le premier corps électoral celui des propriétaires fonciers comme représentant du județ d'Ilfov.
Ioan M. Manu meurt le 29 novembre 1874.

## Union
Ioan Manu avait épousé le 23 janvier 1827 Ana Ghika.

## Sources
- (en) Cet article est partiellement ou en totalité issu de l’article de Wikipédia en anglais intitulé « Ioan Manu » (voir la liste des auteurs), édition du 3 juillet 2011.